# Territórios federais do Brasil
Território federal é uma denominação brasileira para uma categoria específica de divisão administrativa. Os territórios federais integram diretamente à União, sem pertencerem a qualquer Estado, e podem surgir da divisão de um Estado ou desmembramento, dele exigindo-se aprovação popular através de plebiscito e lei complementar.
A Constituição Federal de 1988 aboliu todos os três territórios então existentes: o Território Federal de Fernando de Noronha tornou-se um distrito estadual do Estado de Pernambuco; o Território Federal do Amapá e o Território Federal de Roraima ganharam o status integral de Estados da Federação. Vale lembrar que o atual Estado de Rondônia foi território somente até 1982.
Caso um novo território venha a ser criado, poderá ter municípios (diferentemente dos distritos estaduais e federal) e elegerá fixamente quatro deputados federais, independente de sua localização, dimensão territorial, condições socioeconômicas, tamanho da população e inclusive do eleitorado. Os Territórios não possuem Senadores pois não são Entes Federativos, estando vinculados à União.
Com a entrada do Brasil na Segunda Guerra Mundial o governo decidiu desmembrar seis territórios em regiões estratégicas da fronteira do país para administrá-los diretamente como Territórios Federais: Amapá, Rio Branco, Guaporé, Ponta Porã, Iguaçu e o arquipélago de Fernando de Noronha.

## Histórico
O primeiro Território administrado diretamente pelo governo central foi criado pelo Decreto nº 1.181, de 25 de fevereiro de 1904, na presidência de Rodrigues Alves (1902-1906) denominado de Território do Acre. De fato essa foi uma mudança singular no alargamento do espaço brasileiro, no período Republicano, mas a incorporação da região acriana aconteceu principalmente por causa da penetração de nordestinos e amazônicos que procuravam seringueiras para a extração da borracha no território para além das fronteiras do Brasil. Na questão jurídica, a Constituição de 1891 não legislou a respeito da criação de territórios federais, o que motivou novas discussões e debates sobre a necessidade de se permitir a criação desse tipo de organização político-administrativa no Brasil (ROCHA, 2019). As experiências dos EUA na implantação de territórios foram as mais apreciadas pelos defensores desse tipo de unidade federativa no Brasil (FREITAS, 1991). O Território do Acre seguiu trajetória muito semelhante aos dos norte-americanos, no que tange a compra de espaços geográficos fronteiriços pela federação em regiões com potencial econômico.
Inicialmente, o Território do Acre, foi organizado em departamentos (1903-1920); segundo, administrou-se como território Unificado (Território do Acre), a partir de 1920; e terceiro como ente federado do Brasil (Estado do Acre), pós 1962. Sobre o primeiro período é relevante dizer que cada departamento era administrado por prefeituras autônomas entre si. No dia 01 de outubro do ano de 1920, o Decreto nº 14.383 unifica os departamentos no Território do Acre, com capital na cidade de Rio Branco, conforme o segundo artigo da referida legislação. Por fim, a Lei n° 4.070 de 15 de junho de 1962, institui o Estado do Acre, durante a presidência de João Goulart (1961-1964) (CASTRO, 2011).
Os territórios federais, no período varguista (1930-1945), foram criados com os seguintes objetivos: defesa nacional; povoar as regiões de fronteira do Brasil; sanear as áreas longínquas do país; e instruir a população brasileira aos moldes dos grandes centros políticos, sociais e econômicos. Getúlio Vargas se valeu da dicotomia “litoral x interior” ou “cidade x sertão” para disseminar a imagem de um Brasil “uno” e, para concretização desse propósito, o governo federal investiu na política de Marcha para o Oeste, na qual a criação dos territórios federais também está inserida, no intuito de integrar o país “civilizado” com o “nativo”, mas com a soberania do primeiro sobre o segundo. Para Freitas (1991), os territórios federais, salvo o caso de Território do Acre que teve sua instalação no início da década de 1900, foram a concretização de uma diretriz de governo que objetivou conquistar definitivamente as áreas da Amazônia e do centro-oeste com a administração direta da União. O Governo Federal, na época em questão, intencionou integrar e desenvolver essas regiões de forma que elas se autossustentassem. Medeiros (1946), por sua vez, destaca a defesa nacional como objetivo da criação e instalação dos territórios federais, que é expressa na preocupação da posse de terras, no caso de Mato Grosso aquelas ocupadas pelos paraguaios. Dessa forma, o autor argumenta que o objetivo do Território Federal de Ponta Porã foi o de combater a ocupação de indivíduos provenientes do Paraguai. Ele evidencia que, com o referido território, a fronteira do Brasil com o país Guarani foi transformada em “fronteira viva”.
Desta forma, em fevereiro de 1942 foi criado o primeiro Território Federal, na Era Vargas, denominado de Território Federal de Fernando de Noronha, por força do Decreto-Lei n. 4.102. Esse território compreendia uma ilha que serviu como ponto de apoio para os militares americanos no decorrer da Segunda Guerra Mundial. Foram governadores do Território Federal de Fernando de Noronha: General Tristão de Alencar Araripe, General Mário Fernandes Imbiriba e Tenente Coronel José Francisco da Casta. Importa lembrar que, de fato a presença de militares nos cargos administrativos de primeiro escalão foi recorrente em todos os territórios (ROCHA, 2019). Os demais territórios administrados diretamente pelo Governo Federal, do período varguista, foram instituídos no dia 13 de setembro de 1943 pelo Decreto-Lei nº 5.812, são eles: o Território Federal do Amapá (TFAP); o Território Federal do Guaporé (TFG); o Território Federal do Iguaçu (TFI); o Território Federal de Ponta Porã (TFPP); e o Território Federal de Rio Branco (TFRB). De acordo com Rocha (2019, p. 83)
As condições de vida nessas áreas desmembradas eram precárias. No caso do Amapá, os municípios não possuíam qualquer aparência de centro urbano, as casas caíam, a malária assolava a região e o ensino era precário. Para se ter ideia do nível da situação que se encontrava tal localidade, o prefeito de Macapá residia em Belém/PA. A região foi disputada diplomaticamente com a França. Outro exemplo era a capital do Território Federal de Rio Branco, Boa Vista, ou seja, não passava de uma rua de casas e muitas delas estavam em condições de deterioração avançado. O gado, nas fazendas, era magro e diminuto e a extração de minérios ainda era baseada em processo primitivo de garimpagem.

## Legislação
O artigo 18 da Constituição Federal traz o seguinte texto:

§ 2.º - Os Territórios Federais integram a União, e sua criação, transformação em Estado ou reintegração ao Estado de origem serão reguladas em lei complementar.
§ 3.º - Os Estados podem incorporar-se entre si, subdividir-se ou desmembrar-se para se anexarem a outros, ou formarem novos Estados ou Territórios Federais, mediante aprovação da população diretamente interessada, através de plebiscito, e do Congresso Nacional, por lei complementar.

Ainda de acordo com a Constituição Federal:

Art. 33. A lei disporá sobre a organização administrativa e judiciária dos Territórios.
§ 1.º - Os Territórios poderão ser divididos em Municípios, aos quais se aplicará, no que couber, o disposto no Capítulo IV deste Título.
§ 2.º - As contas do Governo do Território serão submetidas ao Congresso Nacional, com parecer prévio do Tribunal de Contas da União.
§ 3.º - Nos Territórios Federais com mais de cem mil habitantes, além do Governador nomeado na forma desta Constituição, haverá órgãos judiciários de primeira e segunda instância, membros do Ministério Público e defensores públicos federais; a lei disporá sobre as eleições para a Câmara Territorial e sua competência deliberativa.
Art. 35. O Estado não intervirá em seus Municípios, nem a União nos Municípios localizados em Território Federal, exceto quando: I - deixar de ser paga, sem motivo de força maior, por dois anos consecutivos, a dívida fundada; II - não forem prestadas contas devidas, na forma da lei; III – não tiver sido aplicado o mínimo exigido da receita municipal na manutenção e desenvolvimento do ensino e nas ações e serviços públicos de saúde; (Redação dada pela Emenda Constitucional nº 29, de 2000) IV - o Tribunal de Justiça der provimento a representação para assegurar a observância de princípios indicados na Constituição Estadual, ou para prover a execução de lei, de ordem ou de decisão judicial.